# Липецький обласний краєзнавчий музей
Липецький обласний краєзнавчий музей (рос. Липецкий областной краеведческий музей) — центральний обласний краєзнавчий музей у російському місті Липецьку, значне зібрання матеріалів з історії та культури області, значний культурно-освітній осередок міста. 

## Загальні дані
Липецький обласний краєзнавчий музей міститься у достатньо великій сучасній пристосованій будівлі у центрі Липецька за адресою:
пл. Леніна, буд. 25, м. Липецьк—398020 (Липецька область, Росія).
В структурі музейної організації функціонують архів та наукова бібліотека. 
Музей працює з 11:00 до 18:30.
Директором закладу є Лідія Петрівна Катеринкіна.

## З історії
Краєзнавчий музей у Липецьку був заснований 10 травня 1909 року. Ініціатором створення та першим директором музею був талановитий лікар і громадський діяч-краєзнавець Михайло Павлович Трунов (1867—1942) — фундатор бібліотечної та архівної справи в місті, згодом репресований за сфабрикованою НКВС «справою краєзнавців». 
У 1956 році музей отримав статус обласного. Тоді він розміщувався у приміщенні Липецького собору Різдва Христового.
1959 року в музеї відкрилась експозиція про історію та природні багатства Липецької області в цілому.
Після того, як у 1991 році приміщення культової споруди, де перебував музей, передали релігійній громаді, заклад переїхав у сучасну домівку — на вулицю Леніна, 25 — будівлю, де до того розміщувався так званий Будинок політпросвіти.
Протягом історії стіни Липецького краєзнавчого періодично приймали пересувні колекції провідних музеїв країни, зокрема петербурзького Ермітажу (2001 і 2003 роки), Московського історичного музею, Воронезького художнього музею імені Крамського тощо.
Нині (кінець 2000-х років) у місцевій «Липецькій газеті» на щомісячній основі музейники разом з липецьким журналістом І. М. Розенфельдом готують матеріали для рубрики «Билоє».

## Експозиція та фонди, структура
У Липецькому обласному краєзнавчому музеї 117 250 одиниць зберігання, зокрема 59 260 — предметів основного фонду. 

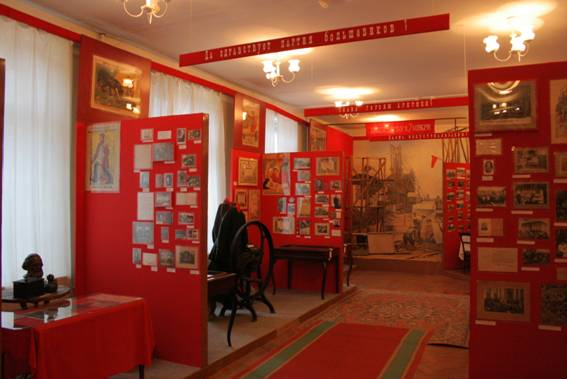
Зала музею, присвячена Жовтневій певолюції (1917)

Найцінніші (унікальні) колекції музею:
- Археологічна колекція — 60 000 од.;
- Тканини — 200 од.;
- Графіка, живопис — 200 од.;
- Зброя — 180 од.;
- Меблі — 40 од.;
- Зібрання скарбів (монети від XVI до початку ХХ ст.ст.) — 15 од.

Серед найбільш цінних і цікавих експонатів Липецького обласного краєзнавчого музею — низка художніх полотен «Дорога (Блудный сын)» Васильєва Ф.А. (кін. 1860-х рр.), «Лесной пейзаж с фигурами» Шишкіна І.І. (1880), «Женский портрет» Маковського А.В. (1891); плита з барельєфним зображенням руки та сокири (Липські залізоробні заводи, поч. XVIII ст.) і надгробок з могили А.Ф. Пушкіна, прадіда О.С. Пушкіна (1777), зразки глиняної іграшки ремісників села Романово Липецького повіту Тамбовської губернії (2-а пол. XIX - поч. XX ст.ст.); археологічні знахідки Долговської неолітичної стоянки, здобуті в ході розкопок В.П. Левенка 1959, 1960, 1962 років (1-а пол. III ст. до н.е.) тощо.

## Виноски
1. ↑  Найцікавіші предмети фондів (музею) [Архівовано 11 жовтня 2011 у Wayback Machine.] на Липецький обласний краєзнавчий музей [Архівовано 5 лютого 2009 у Wayback Machine.] (офіційна вебсторінка) // www.museum.ru («Музеї Росії») [Архівовано 19 липня 2006 у Wayback Machine.]

## Джерело
- Липецький обласний краєзнавчий музей [Архівовано 5 лютого 2009 у Wayback Machine.] (офіційна вебсторінка) на www.museum.ru («Музеї Росії») [Архівовано 19 липня 2006 у Wayback Machine.] (рос.)